# Fröjereds IF
Fröjereds IF är en idrottsförening i Fröjered, bildad 1927, som idag har innebandy och fotboll på programmet. Mest framgångsrika på senare år är damlaget i innebandy som idag spelar i Allsvenskan.